# Živkovci
Živkovci (em cirílico: Живковци) é uma vila da Sérvia localizada no município de Ljig, pertencente ao distrito de Kolubara, na região de Šumadija Kačer. A sua população era de 455 habitantes segundo o censo de 2011.

## Demografia
| 1948  | 1953  | 1961  | 1971  | 1981 | 1991 | 2002 | 2011 |
| ----- | ----- | ----- | ----- | ---- | ---- | ---- | ---- |
| 1 276 | 1 238 | 1 152 | 1 019 | 876  | 700  | 534  | 455  |